# Distretto di Zhengxiang
Il distretto di Zhengxiang (蒸湘区S, Zhēngxiāng QūP) è un distretto della Cina, situato nella provincia di Hunan e amministrato dalla prefettura di Hengyang.